# Manuel Almiñana i Campabadal
Manuel Almiñana i Campabadal (Barcelona, 1953) és un muntador i director de cinema català. Va ser nominat al premi Condor de Plata de l'associació de crítics de cinema de l'Argentina al millor muntatge per La memoria del agua (1992)

## Biografia
De formació autodidacta, va començar el 1984 a fer col·laboracions a diferents pel·lícules com Los motivos de Berta de José Luis Guerin, El acto d'Hèctor Faver, i El vent del'illa de Gerardo Gormezano. Entre 1988 i 190 treballa com a muntador i ajudant de direcció al llargmetratge Innisfree de José Luis Guerin. El 1991 és muntador de La memòria del aguad'Hector Faver i el 1994 de Sombras paralelas de Gerardo Gormezano.
El 1995 dirigeix Terra cuita, documental de 60 minuts en línia.
El 1996 fa de muntador i ajudant de direcció del llargmetratge Teen de sombras de José Luis Guerin.
El 1999 va fer de director de fotografia del documental El olvido de la memoria d'Iñaki Elizalde, i de muntador del llargmetratge Invocación d'Hector Faver.
Com a director ha realitzat alguns curts de ficció i animació, com ara Somni d'un dia (1984), El cotxe vell (1985), L'aranya (1987), Solstici (1981).
L'any 2002 és director de fotografia del curtmetratge Alicia retratada de Pablo Garcia i el 2006 dirigeix el llargmetratge documental Aqua, el riu vermell.
És professor de muntage al Centre d'estudis cinematogràfics de Catalunya des de 1996.

## Filmografia
- Los motivos de Bertak
- El acto
- El vent de l'illa (1988)
- Innisfree
- La memòria del agua (1992, muntatge)
- Sombras paralelas (1994, muntatge)
- Tren de sombras (1997, muntador)
- Invocación (2000, muntatge)
- Haiku (2006, director, muntador)
- Aqua, el riu vermell (2007, director)[2]
- Pov Inventod (2015, muntador)
- Je t'aime Louis (2016, muntador)
- Cançons de somni (2017, muntador)